# Believe (album Disturbed)
Believe – drugi album amerykańskiej, nu metalowej grupy Disturbed. Wydany został 17 września 2002 i zadebiutował na pierwszym miejscu notowania Billboard 200. W ciągu pierwszego tygodnia promocji sprzedał się w ilości 284 tys. kopii w Stanach Zjednoczonych. Tym razem zespół zmienił całkowicie podejście do własnej twórczości. Płyta jest o wiele spokojniejsza niż poprzednia i dominują na niej wolne i refleksyjne utwory.
23 września 2008 roku Recording Industry Association of America wręczyła mu status podwójnej platynowej płyty.

## Lista utworów
1. "Prayer" – 3:41
2. "Liberate" – 3:29
3. "Awaken" – 4:29
4. "Believe" – 4:27
5. "Remember" – 4:11
6. "Intoxication" – 3:14
7. "Rise" – 3:57
8. "Mistress" – 3:46
9. "Breathe" – 4:21
10. "Bound" – 3:53
11. "Devour" – 3:52
12. "Darkness" – 3:56

## Notowania
| Rok  | Notowanie                    | Pozycja |
| ---- | ---------------------------- | ------- |
| 2002 | Australian ARIA Albums Chart | 32      |
| 2002 | Austrian Albums Chart        | 42      |
| 2002 | Canadian Albums Chart        | 2       |
| 2002 | Danish Albums Chart          | 30      |
| 2002 | Finnish Albums Chart         | 33      |
| 2002 | New Zealand Top Albums Chart | 1       |
| 2002 | Swedish Albums Chart         | 35      |
| 2002 | Swiss Albums Chart           | 91      |
| 2002 | US Billboard 200             | 1       |
| 2002 | US Top Internet Albums       | 1       |

## Single
| Utwór    | Data wydania     | Reżyseria teledysku    |
| -------- | ---------------- | ---------------------- |
| Prayer   | 12 kwietnia 2000 | The Brothers Strause   |
| Remember | listopad 2000    | Marc Webb              |
| Liberate | 2003             | Nathan Cox             |
| Bound    | 2004             | Nathan Cox / Hank Lena |

## Personel
- David Draiman – wokal
- Dan Donegan – gitary, klawisze
- Steve Kmak – gitara basowa
- Mike Wengren – perkusja
- Alison Chesley – wiolonczela
- Johnny K – producent
- Andy Wallace – mixer
- Howie Weinberg – mastering
- Tony Adams – technik
- Chris Glatfelter – technik
- Mick Haggerty – projekt okładki
- Stephen Danelian and Luke – fotografie